# Gordie Roberts
Gordon Douglas „Gordie“ Roberts (* 2. Oktober 1957 in Detroit, Michigan) ist ein ehemaliger US-amerikanischer Eishockeyspieler. Zwischen 1975 und 1994 absolvierte er insgesamt 1250 Spiele in der National Hockey League sowie mehr als 350 Partien in der World Hockey Association auf der Position des Verteidigers. 1991 und 1992 gewann er mit den Pittsburgh Penguins den Stanley Cup. Auf internationaler Ebene nahm er mit der US-amerikanischen Nationalmannschaft an zwei Weltmeisterschaften sowie am Canada Cup 1984 teil. 1999 wurde er in die United States Hockey Hall of Fame aufgenommen.

## Karriere
Roberts wurde in Detroit im US-Bundesstaat Michigan geboren. Seine Eltern waren große Fans der Detroit Red Wings und benannten ihn nach Red-Wings-Legende Gordie Howe.
Als Juniorenspieler war er unter anderem 1973/74 für die Detroit Jr. Red Wings in der Southern Ontario Junior Hockey League und in der Saison 1974/75 für die Victoria Cougars in der Western Canada Hockey League aktiv. Im August 1975 unterschrieb er einen Vertrag bei den New England Whalers aus der World Hockey Association (WHA). Für die Whalers absolvierte er in den folgenden vier Jahren 357 WHA-Spiele. In dieser Zeit wurde er beim NHL Amateur Draft 1977 von den Canadiens de Montréal ausgewählt. Nachdem die WHA den Spielbetrieb einstellte und die Whalers in die National Hockey League (NHL) aufgenommen wurden, erhielten die Hartford Whalers die NHL-Rechte an dem Spieler von den Canadiens via des NHL Expansion Draft 1979.
Am 16. Dezember 1980 wurde er von den Whalers zu den Minnesota North Stars transferiert, Hartford erhielt im Gegenzug Mike Fidler. Nach acht Spielzeiten in Minnesota, in denen er sich als harter Spieler etablierte, wurde er am 8. Februar 1988 an die Philadelphia Flyers abgegeben. Nach nur elf Spielen für die Flyers wurde er an die St. Louis Blues weitergereicht, wo er die folgenden vier Spielzeiten verbrachte.
Im Oktober 1990 wurde Gordie Roberts zu den Pittsburgh Penguins transferiert. In Pittsburgh hatte der Defensivakteur seine sportlich erfolgreichste Zeit und gewann in den Saisons 1990/91 und 1991/92 den Stanley Cup. Im Anschluss an den zweiten Stanley-Cup-Gewinn lief sein Vertrag aus und Roberts unterschrieb einen neuen Kontrakt bei den Boston Bruins, für die er von 1992 bis 1994 aktiv war. In der Saison 1992/93 wurde er der erste US-Amerikaner, der mehr als 1.000 Spiele in der National Hockey League absolvierte.
Nachdem Roberts zwischen 1994 und 1996 für die Chicago Wolves und die Minnesota Moose in der International Hockey League gespielt hatte, beendete er seine Spielerkarriere. Anschließend arbeitete er von 1997 bis 1999 zwei Spielzeiten lang als Assistenztrainer von Jim Schoenfeld bei den Phoenix Coyotes. Von 2007 bis 2010 war er Scout bei den Montréal Canadiens. Seit der Saison 2011/12 ist er Assistenztrainer bei dem Eishockeyteam der Hamline University, einer Privatuniversität aus dem US-Bundesstaat Minnesota, das in der Division III in der National Collegiate Athletic Association (NCAA) spielt.
1999 wurde Gordie Roberts für seine Verdienste rund um den Eishockeysport in den Vereinigten Staaten in die United States Hockey Hall of Fame aufgenommen.

### International
Gordie Roberts vertrat sein Heimatland mit der US-amerikanischen Nationalmannschaft erstmals bei der Weltmeisterschaft 1982, bei der er mit seiner Mannschaft den achten und letzten Platz belegte. Einen weiteren Einsatz hatte er beim Canada Cup 1984, bei dem die US-Amerikaner im Halbfinale gegen die schwedische Nationalmannschaft einen Medaillenrang verfehlten. Seinen dritten und letzten Einsatz hatte er bei der Weltmeisterschaft 1987, die die US-amerikanische Auswahl auf dem siebenten Platz beendete.

## Familie
Gordies älterer Bruder Doug Roberts absolvierte unter anderem zwischen 1965 und 1975 insgesamt 435 Partien in der National Hockey League für die Detroit Red Wings, Oakland Seals/California Golden Seals und die Boston Bruins. Dougs Sohn und Gordies Neffe David Roberts spielte in den 1990er Jahren ebenfalls in der NHL und beendete 2004 nach drei Jahren bei den Eisbären Berlin in der Deutschen Eishockey Liga seine Spielerkarriere.

## Erfolge und Auszeichnungen
- 1977 WHA All-Star Game
- 1978 WHA All-Star Game
- 1991 Stanley-Cup-Gewinn mit den Pittsburgh Penguins
- 1992 Stanley-Cup-Gewinn mit den Pittsburgh Penguins
- 1999 Aufnahme in die United States Hockey Hall of Fame

## Karrierestatistik

### International
(Legende zur Spielerstatistik: Sp oder GP = absolvierte Spiele; T oder G = erzielte Tore; V oder A = erzielte Assists; Pkt oder Pts = erzielte Scorerpunkte; SM oder PIM = erhaltene Strafminuten; +/− = Plus/Minus-Bilanz; PP = erzielte Überzahltore; SH = erzielte Unterzahltore; GW = erzielte Siegtore; 1 Play-downs/Relegation; Kursiv: Statistik nicht vollständig)